# 鄭一初
鄭一初（1476年—？），字朝朔，號紫坡，廣東潮州府揭陽縣人，民籍，明朝政治人物。

## 生平
弘治十四年（1501年）辛酉科廣東鄉試第四名舉人。弘治十八年（1505年）中式乙丑科會試第二十一名，三甲第二十七名進士。告假歸鄉，正德七年五月授任雲南道试監察御史。師從王守仁，後以疾告歸，至杭州而卒。

## 家族
曾祖鄭克章；祖父鄭宜思；父鄭世安，母黃氏。重庆下。